# 上総松丘駅
上総松丘駅（かずさまつおかえき）は、千葉県君津市広岡にある、東日本旅客鉄道（JR東日本）久留里線の駅である。

## 歴史
- 1936年（昭和11年）3月25日：鉄道省の駅として開設[1]。
- 1944年（昭和19年）12月16日：休止[1]。
- 1947年（昭和22年）4月1日：営業再開[1]。
- 1954年（昭和29年）9月1日：出札業務を廃止し、日中のみ駅員1名配置とする[2]。
- 1962年（昭和37年）10月1日：貨物取扱廃止[3]。
- 1968年（昭和43年）10月1日：荷物扱い廃止[4]。無人駅化[5]。
- 1987年（昭和62年）4月1日：国鉄分割民営化に伴い、東日本旅客鉄道（JR東日本）の駅となる[1]。
- 1990年（平成2年）11月23日：大嘗祭に反対する過激派が時限式発火装置により、駅舎を全焼させるテロ事件が発生[6]。
- 2009年（平成21年）3月14日：東京近郊区間に編入される[7]。

## 駅構造
単式ホーム1面1線を有する地上駅。かつては2面3線の配線だった。現ホーム反対側にホーム跡が残っている。ホームは5両編成まで対応する。
久留里駅管理の無人駅。乗車駅証明書発行機が設置されている。トイレは男女別水洗式で、バリアフリー対応トイレも設置されている。

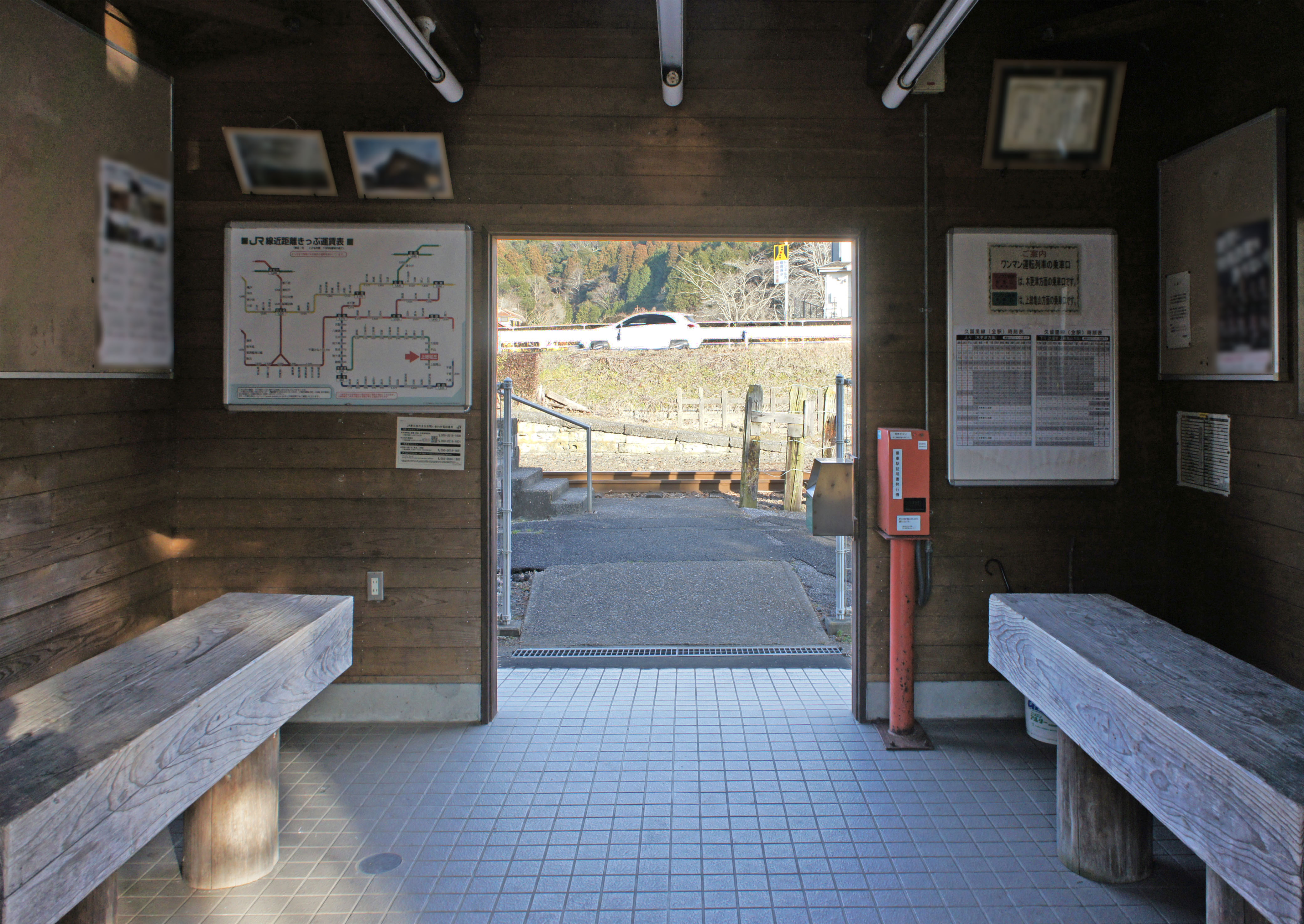
待合室（2022年1月）
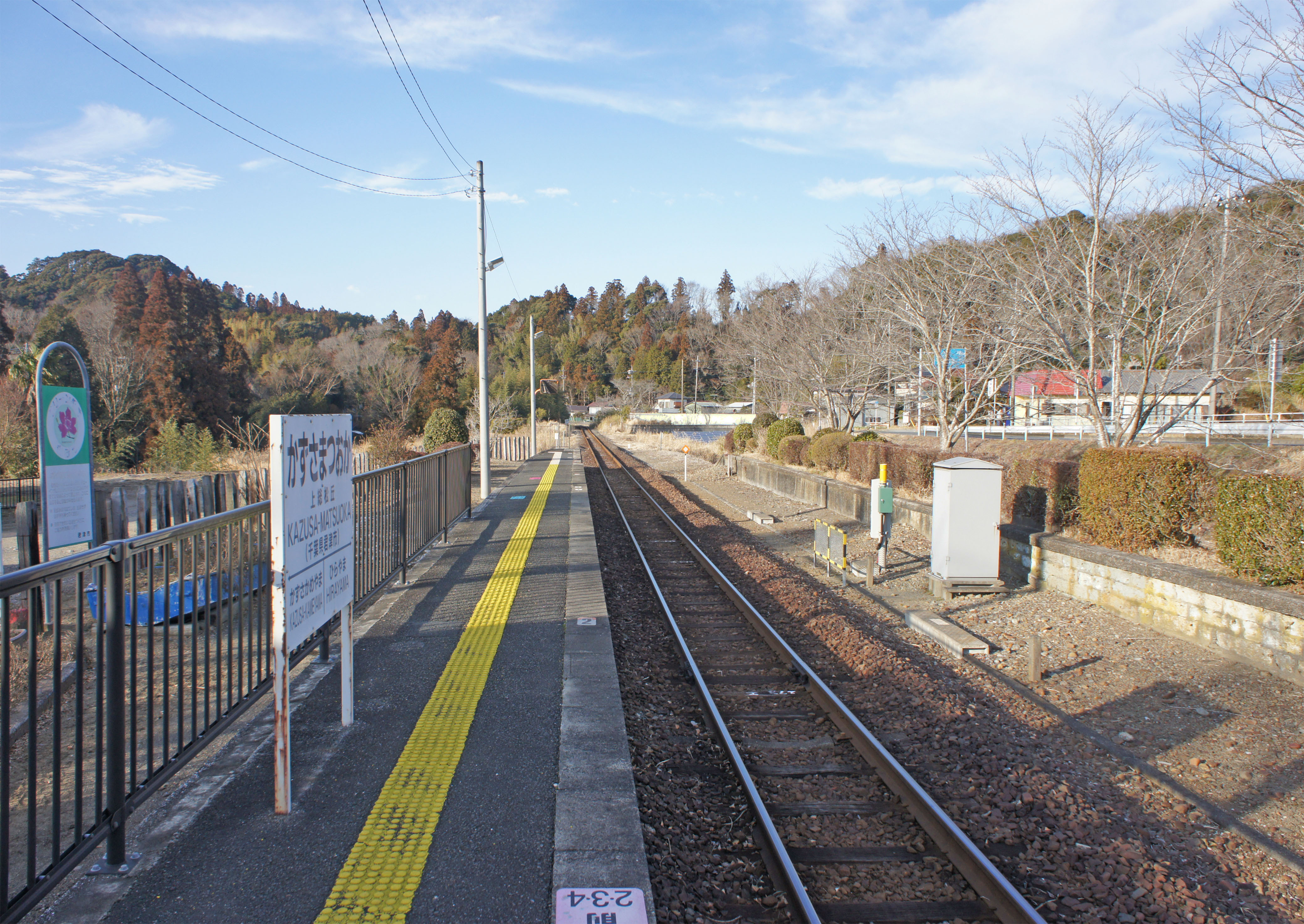
駅ホーム（2022年1月）

## 利用状況
2006年（平成18年）度の1日平均乗車人員は81人である。
千葉県統計年鑑によると、近年の1日平均乗車人員の推移は以下の通り。
| 年度               | 1日平均 乗車人員 | 出典     |
| ------------------ | ---------------- | -------- |
| 1990年（平成02年） | 222              | [ * 1 ]  |
| 1991年（平成03年） | 236              | [ * 2 ]  |
| 1992年（平成04年） | 244              | [ * 3 ]  |
| 1993年（平成05年） | 224              | [ * 4 ]  |
| 1994年（平成06年） | 204              | [ * 5 ]  |
| 1995年（平成07年） | 196              | [ * 6 ]  |
| 1996年（平成08年） | 181              | [ * 7 ]  |
| 1997年（平成09年） | 159              | [ * 8 ]  |
| 1998年（平成10年） | 147              | [ * 9 ]  |
| 1999年（平成11年） | 143              | [ * 10 ] |
| 2000年（平成12年） | 136              | [ * 11 ] |
| 2001年（平成13年） | 126              | [ * 12 ] |
| 2002年（平成14年） | 121              | [ * 13 ] |
| 2003年（平成15年） | 116              | [ * 14 ] |
| 2004年（平成16年） | 115              | [ * 15 ] |
| 2005年（平成17年） | 82               | [ * 16 ] |
| 2006年（平成18年） | 81               | [ * 17 ] |

## 駅周辺
駅前から少し離れた国道465号方面に中小商店が点在する。
- 国道410号
- 国道465号
- 千葉県道24号千葉鴨川線
- 旧君津市立松丘中学校
- 旧君津市立松丘小学校
- 君津市立かずさあけぼの保育園
- 君津市消防本部君津市消防署松丘分署
- 君津市松丘コミュニティセンター
- JAきみつ松丘支店
- 松丘スポーツ広場
- 松丘郵便局
- 君津市国保松丘診療所
- 千葉芙蓉病院
  - 特別養護老人ホーム 上総園
  - 芙蓉ミオ・ファミリアマンション
- 千本城跡
- 大戸城跡
- 上総モナークカントリークラブ
- 上総富士ゴルフクラブ
- 松丘コミュニティセンター

## バス路線
「松丘」停留所にて、以下の高速バスが発着する。
- 日東交通・京成バス
  - アクシー号：東京駅八重洲口前・東京タワー行
- 日東交通・千葉中央バス｜京成バス千葉イースト
  - カピーナ号：千葉駅行 / 亀田病院行

## 隣の駅
東日本旅客鉄道（JR東日本）
■久留里線
平山駅 - 上総松丘駅 - 上総亀山駅

### 記事本文

### 利用状況
1. ↑  千葉県統計年鑑 - 千葉県

千葉県統計年鑑
1. ↑  千葉県統計年鑑（平成3年）
2. ↑  千葉県統計年鑑（平成4年）
3. ↑  千葉県統計年鑑（平成5年）
4. ↑  千葉県統計年鑑（平成6年）
5. ↑  千葉県統計年鑑（平成7年）
6. ↑  千葉県統計年鑑（平成8年）
7. ↑  千葉県統計年鑑（平成9年）
8. ↑  千葉県統計年鑑（平成10年）
9. ↑  千葉県統計年鑑（平成11年）
10. ↑  千葉県統計年鑑（平成12年）
11. ↑  千葉県統計年鑑（平成13年）
12. ↑  千葉県統計年鑑（平成14年）
13. ↑  千葉県統計年鑑（平成15年）
14. ↑  千葉県統計年鑑（平成16年）
15. ↑  千葉県統計年鑑（平成17年）
16. ↑  千葉県統計年鑑（平成18年）
17. ↑  千葉県統計年鑑（平成19年）